# 小行星15621
小行星15621（15621 Erikhovland）是一颗绕太阳运转的小行星，为主小行星带小行星。该小行星于2000年4月29日发现。

## 轨道参数
小行星15621的轨道半长轴为2.6312877 UA，离心率为0.153。